# Redefinição do metro em 1983
Em 1983, a 17ª CGPM decidiu redefinir a unidade metro do Sistema Internacional de Unidades. A definição foi mudada para: "O metro é o comprimento do trajeto percorrido pela luz no vácuo durante um intervalo de tempo de 1/299 792 458 de um segundo". Essa definição resultou na velocidade da luz no vácuo, ter o valor exato de 299 792 458 metros por segundo.

## Razões para a mudança
Havia várias razões para a mudança na definição do metro. Essas incluíam:
- A definição anterior não era suficientemente precisa para todos os propósitos.
- Luzes mais estáveis e reprodutíveis podiam ser obtidas a partir de lasers.
- A medição da velocidade da luz era limitada pela precisão da concepção do metro, segundo a definição anterior.
- A medida direta da frequência da luz com base no padrão de tempo de césio era agora possível. Comprimentos de onda com base em tais medidas e uma velocidade fixa da luz eram mais reprodutíveis do que o padrão de crípton.
- A nova definição daria à luz uma velocidade fixa em unidades SI, sem introduzir qualquer descontinuidade significativa no comprimento do metro.
- Uma definição baseada em uma velocidade fixa de luz foi considerada teoricamente equivalente ao método anterior com uma velocidade recomendada fixa da luz, mas foi preferida pelo BIPM.
- A concepção do metro sob a nova definição permitia uma maior flexibilidade na escolha da fonte de luz.